# Хорунжий, Владимир Анатольевич
Владимир Анатольевич Хорунжий (укр. Володимир Анатолійович Хорунжий; 19 сентября 1949, Киев, Украина) — американский и украинский кинопродюсер и композитор.

## Биография
Владимир Анатолиевич Хорунжий родился 19 сентября 1949 года в Киеве.
Окончил Специальную музыкальную школу при Киевской консерватории.
Первые музыкальные произведения были написаны им в 1962 году.
С 1968 года профессионально занимается джазом. Выступал на многих джазовых фестивалях СССР.
В 70-х годах работал пианистом, арранжировщиком и дирижёром эстрадно-симфонического оркестра радио и телевидения УССР. С 1977 по 1981 год работает в Венгрии в качестве джазового музыканта, композитора и арранжировщика. Выступает на ряде престижных международных джазовых фестивалей.
Переехал в США в 1981 году. С 1981 год по 1985 живёт и работает в Нью Йорке. Выступает в самых престижных джаз клубах города в составах мировых звёзд: Омар Хаким, Джордж Бенсон, Михал Урбаняк, Урсула Дудзяк, Маркус Миллер, Виктор Бейли и др. Пишет музыку для кино, рекламы и грамзаписей. С 1985 года живёт и работает в Лос Анджелесе. Первым проектом, в котором участвовал в качестве композитора, стал сериал «Санта-Барбара». Продолжает свою джазовую карьеру. 
Написал музыку более чем к 40 голливудским фильмам. Продюсирует кинофильмы, мультфильмы и ТВ в США с 1990 года. С 2006 года продюсирует и украинские кинопроекты.
В 2009 году основал продакшн-студию «inQ».

## Фильмография

### Продюсер
- 2012 — «Синевир 3D»/Synevir           (Гран При Московского Международного Кинофестиваля 3D Фильмов)
- 2011 — «Влюбленные в Киев»          (Многочисленные награды Международных Кинофестивалей)
- 2009 — «Муж моей вдовы»
- 2008 — «13 месяцев»
- 2006 — «Оранжевая любовь»           (Многочисленные награды Международных Кинофестивалей)
- 1999 — «Майк, Лу и Ог» / Mike, Lu & Og
- 1999 — «Flying Nansen»
- 1999 — «Turnaround»
- 1996 — «Лорд Защитник» / Dark Mist
- 1996 — «Горячий город» / Original Gangstas
- 1995 — «Священный груз» / Sacred Cargo
- 1991 — «Нервы на пределе» / High Strung

### Композитор
- 2002 — «Букашки»         (Многочисленные награды Международных Кинофестивалей)
- 1999 — «Майк, Лу и Ог» / Mike, Lu & Og
- 1999 — «Flying Nansen»
- 1999 — «Turnaround»
- 1996 — «Лорд Защитник» / Dark Mist
- 1996 — «Горячий город» / Original Gangstas
- 1995 — «Священный груз» / Sacred Cargo
- 1995 — «Прощения нет» / Blood of the inocent
- 1995 — «Лангольеры» / Langoliers
- 1993 — «Точка нанесения удара» / Point of Impact
- 1992 — «Чудо в девственной глуши» / Miracle in the Wilderness
- 1992 — «В мгновение ока» / Blink of an Eye
- 1991 — «Нервы на пределе» / High Strung
- 1991 — «Огненная голова» / Firehead
- 1990 — «Чужая жизнь» / Stranger Within
- 1990 — «Запретный танец» / Forbiden dance
- 1990 — «Зорро» / Zorro
- 1989 — «Эльфы» / Elves
- 1989 — «Гомер и Эдди» / Homer and Eddie
- 1989 — «Чистое золото» / Oro fino
- 1989 — «Байки из склепа» / Tales from the Crypt
- 1989 — «Человек страсти» / Pasión de hombre
- 1988 — «Возвращение живых мертвецов 2» / Return of the Living Dead Part II
- 1989 — «Creepy Tales»
- 1975 — «Четыре неразлучных таракана и сверчок»